# Ледюк, Фернан
Фернан Ледюк (4 июля 1916 — 28 января 2014) — канадский художник направления абстрактный экспрессионизм, крупная фигура на сцене современного искусства Квебека 1940-х-1950-х годов. За свою 50-летнюю карьеру Ледюк участвовал во многих выставках в Канаде и Франции. Родился в Виовиле, Монреаль, Квебек.

## Биография
В 1938 году Ледук начал учёбу в Школе изящных искусств Монреаля. После ей окончания в 1943 году оставил церковь и вскоре после этого стал членом Общества современного искусства. Ледюк сыграл важную роль в формировании группы, известной как Автоматисты, подписав манифест Refus Global, но не участвуя в иллюстрированной книге. Переехал в Париж со своей женой Терезой Рено в 1946 году и постепенно дистанцировался от группы. Там он участвовал в выставке под названием «Автоматизм» в Галерее дю Люксембург, на которой рассматривалась группа. К концу 1948 года он дистанцировался от них и присоединился к Plasticiens. В Париже Ледюк подружился с художником Жаном Базеном, который в то время создавал работы, которые можно было бы описать как абстрактные пейзажи. Этот контакт оказал влияние на творчество Ледюка начала 1950-х годов.
Он вернулся из Парижа в 1953 году. С Полем-Эмилем Бордуа, теоретиком группы автоматистов, он был тем, кто поддерживал самые тесные связи с французскими сюрреалистами. Ледюк перешёл к абстракции жёстких контуров в 1955 году. В 1956 году он основал Монреальскую ассоциацию нефигуративных художников (Association des artistes non-figuratifs de Montréal). В то время он экспериментировал с различными формами спонтанной и жестовой нефигуративной живописи, его работы постепенно становились всё более связанными с взаимодействием и контрастом цветов.
Ледюк вернулся во Францию в 1959 году и оставался там до 1970 года, когда вернулся на два года в Канаду, чтобы преподавать в Монреале. В 1970 году Канадский культурный центр в Париже совместно с Национальной галереей Канады провёл передвижную выставку из 16 картин, созданных за трёхлетний период, в которых он использовал биоморфную абстракцию. В 1977 году Ледюк получил премию Виктора Мартина Линча-Стонтона. В 1979 году он был награждён премией Луи-Филиппа Эбера и премией Поля-Эмиля Бордуа в 1988 году.
Фернан Ледюк умер от рака в Монреале 28 января 2014 года.

## Рекомендуемое чтение
- Jean-Pierre Duquette, Fernand Leduc.

## Примачания
1. ↑  RKDartists (нидерл.)
2. ↑  Fernand Leduc (англ.) — OUP, 2006. — ISBN 978-0-19-977378-7
3. ↑  Fernand Leduc // L'Encyclopédie canadienne, The Canadian Encyclopedia (англ.)
4. ↑  Fernand Leduc // Roglo — 1997.
5. ↑  Nasgaard, Roald. Abstract Painting in Canada. — Douglas & McIntyre, 2008. — ISBN 9781553653943.
6. ↑  Prizes. Canada Council. Дата обращения: 15 августа 2022. Архивировано 30 декабря 2022 года.
7. ↑  «Fernand Leduc, Quebec abstract painter, dies at 97», CBC News. Дата обращения: 30 декабря 2022. Архивировано 1 октября 2022 года.